# Stemonitidaceae
Famille
Synonymes
- Stemonitaceae Fr., 1829[3]
- Stemonitidae Doflein, 1909 (préféré par NCBI)[4]

Classification NCBI
Les Stemonitidacae, Stemonitacae ou Stemonitidae, sont une famille de myxomycètes de l'ordre des Stemonitales ou des Stemonitida dans le règne des Amoebozoa.

## Liste des genres
Selon Catalogue of Life (12 novembre 2018) :
- genre Amaurochaete
- genre Brefeldia
- genre Collaria
- genre Colloderma
- genre Comatricha
- genre Diacheopsis
- genre Enerthenema
- genre Lamproderma
- genre Leptoderma
- genre Macbrideola
- genre Meriderma
- genre Paradiachea
- genre Paradiacheopsis
- genre Stemonaria
- genre Stemonitis
- genre Stemonitopsis
- genre Symphytocarpus

Selon ITIS (12 novembre 2018) :
- genre Amaurochaeta Rostafinski, 1873
- genre Brefeldia
- genre Comatricha
- genre Dicacheopsis
- genre Lamproderma
- genre Leptoderma G. Lister, 1913
- genre Macbrideola H. C. Gilbert, 1934
- genre Stemonitis
- genre Symphytocarpus B. Ing. & Nannenga-bremekanp

Selon NCBI (12 novembre 2018) :
- genre Amaurochaete
- genre Brefeldia
- genre Collaria Nann.-Bremek. 1967
- genre Colloderma
- genre Comatricha
- genre Diachea Fr.
- genre Enerthenema
- genre Lamproderma Rostaf. 1873
- genre Meriderma
- genre Paradiacheopsis
- genre Stemonaria
- genre Stemonitis
- genre Stemonitopsis (Nannenga-Bremekamp) Nannenga-Bremekamp

## Stemonitidaceae
- (en) Catalogue of Life : Stemonitidaceae (consulté le 11 décembre 2020)
- (en) Index Fungorum : Stemonitidaceae Fr. 1829 (+ MycoBank) (consulté le 12 novembre 2018)
- (en) MycoBank : Stemonitidaceae Fr. (consulté le 12 novembre 2018)
- (en) NCBI : Stemonitidae (Syn. de Stemonitidaceae) (taxons inclus) (consulté le 12 novembre 2018)

### Stemonitacae
- (en) Index Fungorum : Stemonitaceae Fr. 1829 (Nom accepté: Stemonitidaceae  Fr. 1829) Non Valide (+ MycoBank) (consulté le 12 novembre 2018)
- (fr + en) ITIS : Stemonitaceae (consulté le 12 novembre 2018)
- (en) MycoBank : Stemonitaceae Fr. Non Valide (consulté le 12 novembre 2018)
- (en) NCBI : Stemonitidae (Syn. de Stemonitaceae) (taxons inclus) (consulté le 12 novembre 2018)

### Stemonitidae
- (en) NCBI : Stemonitidae (taxons inclus) (consulté le 12 novembre 2018)